# Attentat de Pulwama
L'attentat de Pulwama est un attentat-suicide islamiste au véhicule piégé survenu le 14 février 2019 dans le district de Pulwama, État du Jammu-et-Cachemire, en Inde. L'attaque, perpétrée par un membre de l'organisation terroriste pakistanaise Jaish-e-Mohammed, tue quarante-six membres de la Central Reserve Police Force.

## Déroulement
En début d’après-midi, un véhicule rempli d’explosifs fonce vers un bus qui faisait partie d’un convoi militaire de 78 véhicules transportant près de 2 500 membres du 76e bataillon du Central Reserve Police Force- une unité paramilitaire du ministère de l’Intérieur indien - circulant sur une autoroute reliant la ville de Jammu à Srinagar.
L'attaque est perpétrée par un membre de l'organisation terroriste Jaish-e-Mohammed, basée au Pakistan. Selon les médias locaux, l’assaillant est un Indien du Cachemire, âgé d’une vingtaine d’années. 
Selon un premier bilan, le jour même, l'assaillant tue 36 personnes et fait 35 blessés. Le lendemain, le bilan monte à 46 tués, tous membres de la Central Reserve Police Force,. 
Il s'agit de l’attentat le plus meurtrier depuis 2002 dans le Cachemire indien qu'ait connu les forces de sécurité indiennes au Cachemire depuis le début de l'insurrection en 1989.

## Suites
L'événement provoque une crise politico-militaire entre l'Inde et le Pakistan, qui aboutira à des bombardements de camps du JeM dans les forêts du Cachemire pakistanais par l'aviation indienne, et à des affrontements directs entre les Armées de l'air des deux pays et des échanges de tirs d'artillerie à travers les frontières. Les bombardements sur les camps du JeM auraient tué 350 membres de cette organisation selon l'Inde, mais aucun selon le Pakistan, qui annonce de plus son attention de poursuivre l'Inde pour « terrorisme écologique » devant « des institutions internationales, dont les Nations unies » à cause des « dommages qu’ils ont infligé [...] à la nature ».
Le 18 février, le cerveau de l'attentat ainsi que deux autres membres du JeM sont tués au Cachemire indien lors d'un échange de tirs avec la police. Le 11 mars, le général Kanwal Jeet Singh Dhillon, qui commande l'armée au Cachemire indien, déclare que quatorze militants présumés du JeM, dont six responsables, ont été éliminés lors d'un échange de tirs à Tral, ville proche de Pulwama. Parmi les membres du JeM tués, figurerait Mudasir Ahmed Khan, un des commandants en chef du JeM, considéré comme l'un des principaux responsables de l'attentat.